# Бонь В'ячеслав Валентинович
В'ячеслав Валентинович Бонь (нар. 12 квітня 1975, місто Миколаїв Миколаївської області) — український діяч, 1-й заступник голови Миколаївської обласної державної адміністрації, виконувач обов'язків голови Миколаївської обласної державної адміністрації (2016 р. і 2019 р.).

## Життєпис
У 1997 році закінчив Миколаївський сільськогосподарський інститут, здобув кваліфікацію інженера-механіка механізації сільського господарства.
Був депутатом Миколаївської обласної ради від партії «Фронт Змін».
У жовтні 2015 — 2016 року — заступник голови Миколаївської обласної державної адміністрації.
З 2016 року — 1-й заступник голови Миколаївської обласної державної адміністрації з питань агропромислового розвитку та земельних відносин.
29 червня — 6 жовтня 2016 року — тимчасовий виконувач обов'язків голови Миколаївської обласної державної адміністрації. З 11 червня по 19 серпня 2019 року — тимчасовий виконувач обов'язків голови Миколаївської обласної державної адміністрації.